# Longuève (Dué)
Die Longuève ist ein kleiner Fluss in Frankreich, der in der Region Pays de la Loire verläuft. Er entspringt im Gemeindegebiet von Coudrecieux, fließt generell in nordwestlicher Richtung durch das Département Sarthe und mündet nach rund 14 Kilometern an der Gemeindegrenze von Duneau und Dollon als rechter Nebenfluss in einen Seitenarm des Dué. Im Mündungsabschnitt unterquert die Longuève die Bahnstrecke LGV Atlantique.

## Orte am Fluss
(Reihenfolge in Fließrichtung)
- Tulmer, Gemeinde Coudrecieux
- Semur-en-Vallon
- Les Haies, Gemeinde Lavaré
- Luseaudière, Gemeinde Dollon
- Longuève, Gemeinde Le Luart
- Salvert, Gemeinde Dollon
- Crozet, Gemeinde Duneau